# 교집합

집합 A와 B의 교집합을 표현한 벤 다이어그램

집합론에서, 두 집합 A와 B의 교집합(交集合, 영어: intersection) A ∩ B는 그 두 집합이 공통으로 포함하는 원소로 이루어진 집합이다.
예를 들어, 두 집합 {★, ●, ◆}, {●, ◆, ♥}의 교집합은 {●, ◆}이다. 두 집합에 교집합을 취하면 아무 원소도 남지 않게 되는 경우도 있다. 짝수와 홀수의 집합의 교집합이 공집합인 것이 그 예이다. 이런 두 집합을 서로소 집합이라고 한다.
셋 이상의 집합, 나아가 무한히 많은 집합들에게도 교집합을 취할 수 있다. 집합 여럿의 교집합은 동시에 그들 모두의 원소인 대상들을 모아놓은 집합이다.
벤 다이어그램에서, 교집합은 여러 원의 겹친 부분으로 표현된다. (오른쪽 그림)
집합을 공리화한 체르멜로-프렝켈 집합론에서, 교집합의 합리성은 분류 공리꼴과 확장 공리에 따라 보장된다.

## 정의와 예시

A ∩ B

A ∩ B ∩ C

두 집합 A, B의 교집합은 A ∩ B로 표기하며, A에도 속하고 B에도 속하는 원소들을 골라놓은 집합을 뜻한다. 즉,
{\displaystyle A\cap B=\{x:x\in A{\text{ and }}x\in B\}}
또는
x ∈ A ∩ B일 필요충분조건은 x ∈ A 또한 x ∈ B
다음은 두 집합의 교집합의 예이다.
- 두 집합 {1, 2}, {2, 3}의 교집합은 {2}이다.
- 2의 배수(짝수)와 3의 배수의 집합의 교집합은 6의 배수의 집합이다.
- 서로소인 두 집합, 이를테면 유리수, 무리수 집합의 교집합은 공집합이다.

## 여럿의 교집합
임의의 개수의 집합의 교집합은 그들 모두에 동시에 속하는 원소들로 이루어진 집합이다. 여러 개의 집합, 예를 들어 A, B, C, D, E의 교집합은 그들 사이사이에 교집합 기호를 써 표시한다.
{\displaystyle A\cap B\cap C\cap D\cap E}
각각의 집합에 첨수(예를 들어 양의 정수 1, 2, ...)를 부여해 대형 연산자를 통해 나타내는 방법도 있다. 예를 들어
{\displaystyle \bigcap _{i=1}^{5}A_{i},\qquad \bigcap _{i=1}^{\infty }B_{i},\qquad \bigcap _{i\in I}C_{i}}
는 각각 A1, A2, A3, A4, A5의 교집합, B1, B2, ...의 교집합, Ci (i ∈ I, I는 첨수집합, I ≠ Ø)의 교집합을 나타낸다. 이때
{\displaystyle x\in \bigcap _{i\in I}C_{i}\ \Longleftrightarrow \ \forall i\in I,\ x\in C_{i}}
가 성립한다.
집합을 원소로 갖는, 공집합이 아닌 집합 A의 교집합 ⋂A(임의의 교집합, 영어: arbitrary intersection)는 A의 모든 원소에 동시에 속하는 대상으로 이루어진 집합이다. 즉
{\displaystyle x\in \bigcap {\mathcal {A}}\ \iff \ \forall A\in {\mathcal {A}},\ x\in A}

## 공리적 집합론
선택공리를 더하거나 더하지 않은 체르멜로-프렝켈 집합론에서, 집합들의 교집합은 분류 공리꼴에 따라 그 존재성이, 확장 공리에 따라 그 유일성이 보장된다. 예를 들어, 두 집합 A와 B의 교집합은
{\displaystyle \forall x\,(x\in C\iff (x\in A\land x\in B))}
를 만족하는 유일한 집합 C로 정의된다. 공집합이 아닌 집합족 A의 교집합은
{\displaystyle \forall x\,(x\in C\iff (x\in A_{0}\land \forall A\in {\mathcal {A}}\,(x\in A)))}
를 만족하는 유일한 집합 C로 정의된다. 여기서 A0은 A의 어떤 원소이며, 이에 대한 선택은 정의에 영향을 주지 않는다.
보다 일반적으로, 모임들의 "교집합"과 집합들의 모임의 "교집합"을 정의할 수 있다.

## 같이 보기
- 서로소 집합
- 논리곱